# محمد ناجي (ممثل)
ناجي محمد متولي  (15 أبريل 1952 - 4 فبراير 2011) ممثل مصري.

## حياته
اسمه ناجى محمد المتبولى جبادة ممثل وشاعر عمل في المسرح والسينما والتليفزيون، ولد بمحافظة الدقهلية عام 1952، كانت بداية مسيرته التمثيلية في فترة الثمانينات جسد في الكثير من الأفلام ادوار الشر استطاع أن يعطى بعدا مختلفا للشرير من خلال أداءه في "اقوى الرجال" و"131 اشغال" مسلسل المصراوية" وليالى الحلمية" وأيام الرعب والحب" ومبروك جالك قلق" الضوء الشارد" الطارق" امرأة من هذا الزمان"موسى بن نصير"أبو كرتونه" البنديرة المحروسة وغيرها....

## وفاته
توفي مساء الجمعة الموافق 4 فبراير 2011، إثر نزيف في المخ، حيث كان يرقد في المستشفى منذ شهور للعلاج الطبيعى.
وتم دفنه في مسقط رأسه الدقهلية يوم السبت 5 فبراير 2011.

## أعماله
1. بابا نور
2. أيام الحب والشقاوة
3. لادهم
4. اقوى الرجال
5. 131 اشغال
6. مسلسل المصراوية
7. وليالى الحلمية
8. أيام الرعب والحب
9. ومبروك جالك قلق
10. الضوء الشارد
11. الطارق
12. امرأه من هذا الزمان
13. موسى بن نصير
14. أبو كرتونه
15. البنديرة
16. المحروسة
17. بوابه الحلواني
- ضبط وإحضار

## روابط خارجية
- محمد ناجي على موقع الدهليز
- محمد ناجي على موقع قاعدة بيانات الأفلام العربية